# 金錢的時間價值
金融學中，金錢的時間價值、货币的时间价值或資金的時間價值（英語：time value of money，縮寫為 ）是一種表示「金錢價值會隨時間改變」的重要基本概念。在金融市場裡，資金即是可供交易的商品，以「利率」為價格行販售。當借款者與貸放者在利率上達成協議時，借貸契約則成立。同理，就整個市場而言，當所有資金供給者與需求者達成價格上的妥協後，均衡利率即被決定。而此利率的出現便會導致「今天擁有得的錢，在未來可以產生額外的價值」。而這種今日的一塊錢會比明日的一塊錢還要值錢，而明日的一塊錢又更會比後日的一塊錢還要更值錢的現象，就是金錢的時間價值。一筆資金，在現在的價值稱為現值（present value），未來的價值稱為終值（future value）。終值也就是複利的結果。複利是指定期以本利和計算一次利息的計息方式。

## 終值與現值
以儲蓄為例，若今一人將他的一萬元存入銀行內為期一年的定期存款帳戶，利率為8%，每年複利一次，則該人在一年後可以提領的金額將會是10,000×（1+8%）=10,800元 。此一萬元生出了800元的利息，經濟學上來說，此人一萬元存款的終值在一年後就是10,800元。將以上的計算過程一般化後，即可得
{\displaystyle \left(F/P\right)\ =\ (1+r)^{n}}
其中P是現值，F是終值，r是每期必要報酬率（required rate of return per time period），n是期數（number of time periods）。若投資期間不變，利率越高，終值越高；在相同的利率水準下，投資期越長，息票發給次數較多，終值也會越高。如果將此式等號兩側取倒數，則可以得到：
{\displaystyle \left(P/F\right)\ =\ {1 \over (1+r)^{n}}}
如上式，將終值轉換為現值的過程，稱為折現，其所使用的利率則稱為折現率。折現的意義在於可以將未來不同時間點的貨幣價值換算為今日的價值，有助於財務上比較價值大小。由數學式中可以發現，在投資期間不變的情況下，折現率越高，表示未來的已知貨幣價值是經由較高的利率複利而來，所以其現值會較低；而在相同的利率水準下，投資期間越長，表示未來的貨幣價值是經過較長時間複利而來，其現值也將會較低。

## 年金的時間價值
年金（annuity）是指在一個特定時間內，定期支付的等額現金流量，也就是以固定的时间周期以相对固定的方式发生的现金流。例如，分期付款赊购、分期偿还贷款、发放养老金、分期支付工程款、每年相同的销售收入等，都属于年金的一種。年金隨著支付時間的不同，有不同名稱。其中，開始支付的時間點始於支付約定成立後的第一期期末者，稱為普通年金（或）；而若支付始於支付約定成立後的第一期期初者，稱為期初年金（或）。要注意的是，期初年金由於幾乎是在約定成立時就已經支付了第一次年金，因此總括來說，若結束的時點相同，則計算上利期初年金的複利會比普通年金還要多一次。
由於年金是一連串的定期、等額現金支付，因此年金的「年金終值」即為這一連串等額現金支付的個別終值總和。若有一個人每年都支付1,000元年金，每年年尾付款（普通年金），持續五年，利率10%，則可計算得該年金其終值會是：1,000×（1+10%）4 +1,000×（1+10%）3+1,000×（1+10%）2+1,000×（1+10%）+1,000=6,105.1元。而若改為期初年金，在每年年頭付款，則由於在每期期初即支付了1,000元，因此在複利過程中，每期期初年金的終值都較普通年金多複利了一次，其終值將會為1,000×（1+10%）5+1,000×（1+10%）4+1,000×（1+10%）3+1,000×（1+10%）2+1,000×（1+10%）=6,715.6元。將以上算式一般化，透過等比級數公式，則可以得到第 n 個時間點為計算時點之普通年金終值為：
{\displaystyle FV(A)\,=\,A\cdot {\frac {\left(1+i\right)^{n}-1}{i}}=FIVFA(i,n)}
其中，A是每期固定支付金額，i為利率水準；FIVFA為年金終值利率因子，可以由查表所得。而期初年金因為多複利一次，故其年金終值為：
{\displaystyle FV(AD)\,=\,A\cdot {\frac {\left(1+i\right)^{n}-1}{i}}\cdot (1+i)=FIVFA(i,n)\cdot (1+i)}
透過回推上述公式，則可以由年金終值推回年金現值。回推年金現值就相當於是在問「如果未來的那一天，年金內的金額被一次性地還給了付款人，則到時這筆還款的金額，就相當於是在『現在』這個時間點，一次性地還給了付款人多少錢呢？」，或者，也可以理解為是在問「如果年金付款人希望在未來的某一天，以某一筆特定的價格賣掉屆時他已經付了幾次的年金，那麼，他未來到時會拿到的這筆錢，就相當於『現在』這個時間點，他手上握著多少的現金呢？」，又或者是在問「在未來某個時間點價值金額為某個數值的年金，在現在這個利率水準下，對我來說的價值相當於多少錢？」一個人現在這個時間點上所手握的現金，會在未來一次一次的支付中，一期一期的複利成為未來的年金終值。而一筆年金的折現即為一系列支付金額的折現值。對普通年金來說，其數學表達為：
{\displaystyle PV(A)\,=\,{\frac {A}{i}}\cdot \left[{1-{\frac {1}{\left(1+i\right)^{n}}}}\right]}
對期初年金來說，則為：
{\displaystyle PV(A)\,=\,{\frac {A}{i}}\cdot \left[{1-{\frac {1}{\left(1+i\right)^{n}}}}\right]\cdot (1+i)}

## 永續年金
世界上大多數的年金都會有一定的支付期間，然而有一種年金的支付是沒有期限的，此種年金稱為永續年金。由於永續年金沒有限，計算其終值可視為無意義。真正有價值者應為其之現值。當利率小於1時，也就是在絕大多數情況下，可由等比級數公式導出一個普通永續年金的現值為：
{\displaystyle PV(A)\,={\frac {PMT}{i}}}
其中，i為利率，PMT為每期支付的金額。永續年金的現值即為所有個別PMT的現值總和；然而由於是無限期支付，因此在符合收斂的條件下，無窮等比級數的應用才能得以實現。期初永續年金的現值則為普通永續年金的現值再乘上（1+i）倍。

### 引用
1. ↑  謝劍平 & 2008年，第32頁.
2. ↑  . 2025-02-01 （中文）.
3. 1 2  謝劍平 & 2008年，第34頁.
4. ↑  劉繼偉 & 2012年，第82頁.
5. ↑  謝劍平 & 2008年，第35頁至第36頁.
6. ↑  謝劍平 & 2008年，第36頁至第38頁.
7. ↑  謝劍平 & 2008年，第38頁至第39頁.
8. 1 2  謝劍平 & 2008年，第39頁至第41頁.
9. 1 2  謝劍平 & 2008年，第42頁.